# 孫燦 (明朝)
孫燦（1485年—？），字晦孺，順天府昌平州人，民籍，明朝政治人物。

## 生平
順天府鄉試第一百十六名舉人。正德十六年（1521年）中式辛巳科會試第二百三十六名，登第三甲第九十六名進士。嘉靖元年二月选授浙江道试御史。

## 家族
曾祖孫可；祖父孫福興；父孫森。嫡母董氏；生母邢氏。慈侍下。